# Iophon dubium
Iophon dubium är en svampdjursart som först beskrevs av Hansen 1885. Iophon dubium ingår i släktet Iophon och familjen Acarnidae.
Artens utbredningsområde är Norge. Inga underarter finns listade i Catalogue of Life.